# Чоршанбиев, Чоршанбе Авазхонович
Чоршанбе Авазхонович Чоршанбиев (род. 15 мая 1995, Хорог, Таджикистан) — профессиональный боец смешанных единоборств и участник боёв на голых кулаках. Начал свою профессиональную карьеру в 2016 г. и на данный момент провёл десять боёв, шесть из которых завершились победой.

## Биография
Чоршанбе Чоршанбиев родился 15 мая 1995 года в городе Хорог, Горно-Бадахшанской автономной области Таджикистана. Имя Чоршанбе в переводе с таджикского означает «четыре дня от субботы» (или по-другому — «рождённый в среду»). Воспитывался вместе с младшей сестрой Фарой и братом Азизханом.

## Спортивная карьера
Дебют Чоршанбе состоялся в 2016 году 20-го марта, под знаменем «Aikol Fighting Championship 1», в этом бою он заставил сдаться Али Байметова, а 7 мая — Сергея Акимова на «Orion Fighter 1». В 2017-м в 3-м раунде проиграл Зелиму Имадаеву, получив технический нокаут. В ноябре 2018-го отличился на «Thunder 8», вынудив Уткирбека Кхатамова из Узбекистана отказаться от продолжения боя на 3-й минуте после начала. Далее Чоршанбе потерпел 2 поражения, одно из которых спорным решением судей и второе дисквалификацией за запрещённые удары локтями.
Чоршанбе сумел реабилитироваться после серии поражений 26 декабря 2019 года на турнире «True Gym Fights 2» в поединке против Виктора Боронина, которого он победил благодаря судейскому решению по итогам 3-х раундов. После победы над Борониным, крупная российская организация по боям ММА, Fight Nights Global пришли к Чоршанбе с предложением заключить контракт на 3 года. Последний бой провёл против Радомира Филиппова 19 сентября 2020 года на турнире «AMC Fight Nights 97».

## Арест
В декабре 2021 года бойца выслали из России из-за нарушения правил пребывания в стране.
По прилёте в Таджикистан спортсмена сразу же задержали работники спецслужб. 27-летний спортсмен был признан виновным в призывах к «насильственному изменению конституционного строя». Сам Чоршанбиев опротестовал приговор, но информации об апелляции со стороны его адвокатов нет. Приговорили к 8 годам строгого режима.